# Di truyền Mendel

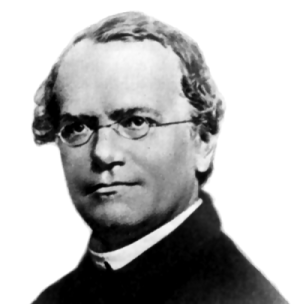
Gregor Mendel - người sáng lập "di truyền học Mendel"

Di truyền Mendel là nền tảng của di truyền học, gồm các tư tưởng của Grêgo Menđen chỉ ra xu hướng sự kế thừa sinh học các gen, được ông công bố vào năm 1865, rồi ấn hành năm 1866 dưới tên gọi bằng nguyên văn tiếng Đức là Versuche über Pflanzen-Hybriden (Thí nghiệm lai giống thực vật) và được phát hiện lại vào năm 1900, khai sinh ra Di truyền học. Ngày nay, các tư tưởng này được tóm tắt thành các "quy luật Menđen" và cũng còn gọi là "di truyền Mendel". Vì sau khi phát hiện lại các quy luật này, các nhà khoa học đã phát hiện ra nhiều tính trạng của sinh vật không di truyền theo xu hướng mà Mendel đã chỉ ra, nên thuật ngữ "di truyền Mendel" dùng để chỉ phạm vi ứng dụng của các quy luật Mendel. Hiện nay, khi nói về một tính trạng nào đó là "di truyền kiểu Menđen" (Mendelian inheritance) thì bao hàm các nội dung cơ bản sau:
- Tính trạng này do một gen chỉ có hai alen quy định.
- Trong hai alen đó, có một alen không biểu hiện ở thể dị hợp, gọi là alen lặn, còn alen kia luôn biểu hiện gọi là alen trội.
- Gen quy định tính trạng đó có lô-cut trên nhiễm sắc thể thường (không phải là nhiễm sắc thể giới tính).

Nói cách khác, nếu gen nào của sinh vật không theo mô hình này, mà "vi phạm" một trong ba nội dung trên, thì không thuộc phạm vi "di truyền kiểu Menđen" nữa, mà là "di truyền không theo kiểu Menđen" (Non-Mendelian inheritance).

## Tổng quan

Mô tả 7 tình trạng của đậu Hà Lan trong các thí nghiệm của Mendel.

- Mendel đã thí nghiệm trên nhiều loại cây trồng, nhưng công phu nhất là và cũng chủ yếu nhất là cây đậu Hà Lan (pisum sativum)[8] có hoa lưỡng tính tự thụ phấn nghiêm ngặt. Ông đã trồng khoảng 37000 cây, tiến hành lai 7 cặp tính trạng thuộc 22 giống đậu trong 8 năm liền, phân tích trên một vạn cây lai và khoảng 300000 hạt.[1][9] Từ đó đã đưa ra xu hướng di truyền các alen từ sinh vật đời trước cho đời sau, mà thời đó gọi là xu hướng "kế thừa đặc điểm sinh học".
- Bản thân Mendel chỉ có một tác phẩm khoa học duy nhất, đã được gọi là "bản khai sinh của Di truyền học", đó là bài báo Versuche über Pflanzen-Hybriden. Trong bài báo này, ông không hề nêu ra một "quy luật", "nguyên tắc" hay "định luật", ... nào, mà chỉ chia các thí nghiệm của mình thành ba nhóm, từ kết quả thu được ở mỗi nhóm, ông rút ra xu hướng mà sinh vật con cháu kế thừa cái mà ông gọi là "nhân tố di truyền" (nay gọi là gen hoặc alen).
- Các nhà khoa học đời sau đã sắp xếp các xu hướng do ông đề xuất thành các định luật, hay quy tắc, quy luật, ... Nói cách khác, nội dung các quy luật Mendel mà ngày nay in ở tất cả các sách giáo khoa hay giáo trình Sinh học trên Thế giới, đều không phải là nguyên văn của Mendel, mà chỉ là tóm tắt các tư tưởng chính của ông.

Trong các tài liệu phổ biến kiến thức di truyền học hiện nay trên Thế giới, việc trình bày các quy luật Mendel được phân chia thành hai kiểu:
- Kiểu truyền thống chia thành 3 quy luật:[1][10]

1. Quy luật đồng tính
2. Quy luật giao tử thuần khiết hay quy luật phân ly
3. Quy luật phân ly độc lập

- Kiểu mới (tạm gọi) chia thành 2 quy luật:[2][11]

1. Quy luật phân ly
2. Quy luật phân ly độc lập

## Quy tắc Mendel thứ nhất- Quy tắc đồng dạng
(Còn gọi là quy tắc đồng nhất hay quy tắc đồng tính) là kết quả lai hai cha mẹ (thế hệ P, Parental generation) đồng hợp tử (homozygous), khác nhau về một tính trạng, một có hoa màu trắng và một có hoa màu tím ở cây đậu Hà Lan (3). Các con sinh ra thuộc thế hệ này (còn gọi là thế hệ lai F1) đều có hình dạng giống nhau: vỏ hạt đều có màu tím. Nghiên cứu  sáu tính trạng còn lại ông cũng nhận được kết quả tương tự. Các cây con đều đồng dạng và nhận tính trạng của một trong hai cha mẹ. Do hình dạng của các cây con ở mỗi trong bảy tính trạng đều đồng nhất nên quy tắc này được gọi là quy tắc đồng dạng hay quy tắc Mendel thứ nhất.

## Quy tắc Mendel thứ hai- Quy tắc phân ly

Bảng Punnett mô tả kết quả thí nghiệm của Mendel trên đậu Hà Lan khi cho F_{1} tự thụ phấn.

Mendel muốn tìm hiểu tại sao một trong hai tính trạng của cha mẹ lại biến mất ở thế hệ F1 nên đã cho các cây lai của thế hệ này tự thụ phấn. Kết quả là ở thế hệ con của cây lai (thế hệ F2) xuất hiện trở lại tính trạng của một trong hai cha mẹ đã biến mất ở thế hệ F1, chia ra theo tỷ lệ 3:1 (ba phần con có tính trạng giống cây cha thì một phần có tính trạng giống mẹ hoặc ngược lại). Mendel gọi tính trạng không xuất hiện ở thế hệ F1 là tính lặn (recessive) và tính xuất hiện ở thế hệ F1 là tính trội (dominant) (1)(2). Quy tắc phân chia tính trạng của cây con ở thế hệ F2 theo một tỷ lệ nhất định gọi là quy tắc Mendel thứ hai hay quy tắc phân ly. 
Nếu hai cha mẹ là dị hợp tử (heterozygous) thì các con sinh ra không đồng nhất mà phân ly theo một tỷ lệ 3:1 cho trường hợp di truyền trội lặn và theo tỷ lệ 1:2:1 cho trường hợp di truyền trung gian.

### Thí nghiệm
Menden tiếp tục cho các cây đậu F1 tự thụ phấn hoặc giao phấn với nhau, F2 thu được tỉ lệ phân li kiểu hình là 3 hạt vàng: 1 hạt xanh.

## Quy tắc Mendel thứ ba - Quy tắc phân ly độc lập
Nguyên tắc phân ly độc lập diễn tả sự di truyền của hai tính trạng khi giao hợp hai cá thể đồng hợp tử và các con ở thế hệ kế tiếp. 
Nếu cha mẹ là hai dòng thuần khác nhau về hai cặp tính trạng thì hai tính trạng này di truyền độc lập với nhau. Vì vậy chúng có tên là  quy tắc Mendel thứ ba hay quy tắc phân ly độc lập.
Quy tắc này chỉ có giá trị, nếu hai gen chịu trách nhiệm cho hai tính trạng quan sát nằm trên hai nhiễm sắc thể khác nhau, hay ít ra xa nhau để chúng không bị hiện tượng gen liên kết ảnh hưởng đến quá trình phân ly.

### Thí nghiệm
Mendel cho cây đậu Hà Lan thuần chủng hạt vàng, trơn lai với cây đậu Hà Lan thuần chủng hạt xanh, nhăn. Ở F1 thu được toàn bộ đậu hạt vàng trơn, tiếp tục cho các cây đậu F1 tự thụ phấn hoặc giao phấn với nhau, F2 thu được tỉ lệ phân li kiểu hình là 9 vàng trơn: 3 vàng nhăn: 3 xanh trơn: 1 xanh nhăn.

## Sách tham khảo
- Gregor Mendel Lưu trữ ngày 27 tháng 11 năm 2012 tại Wayback Machine. Versuche über Pflanzenhybriden. 1866.
- Mendel và cây đậu vườn. Trang Quan Sen. Nhà xuất bản Tổng hợp TP.HCM. 2012.